# Navadni volkec
Navadni volkec (znanstveno ime Myrmeleon formicarius) je žuželka iz družine volkcev.
Odrasla žuželka spominja na kačjega pastirja, leta pa pretežno ponoči. Življenjski prostor odraslih žuželk je predvsem iglasti gozd in gozdni rob, lahko pa ga najdemo tudi v urbanem področju.
Ličinke v peščenih tleh izkopljejo lijake, v katerih prežijo na plen, saj se prehranjujejo z različnimi manjšimi talnimi nevretenčarji.